# 鄭自才

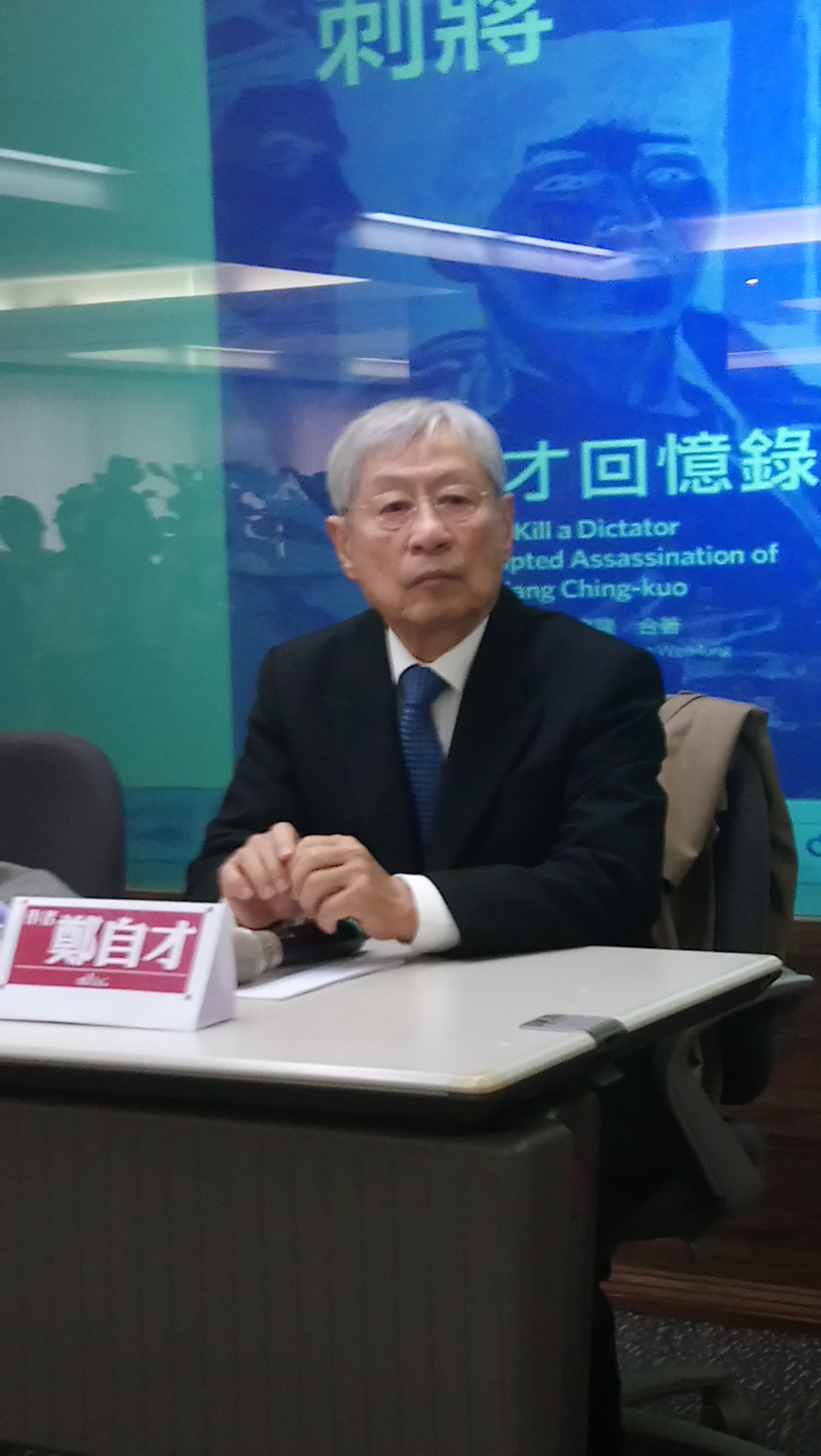
鄭自才

鄭 自才（てい じさい、1936年12月1日 - ）は、台湾の画家・建築家・政治家・独立運動家。
1936年、日本統治時代の台湾台南市に生まれる。国立政治大学建築学科を卒業。1962年に米国カーネギーメロン大学建築研究所へ留学（のち建築学修士）、翌年には米国の台灣獨立聯盟（United Formosans for Independence）に参加した。1964年、ピッツバーグ大学大学院に留学していた黄晴美（1939年 - 2018年）と結婚。1965年にニューヨーク市のマルセル・ブロイヤー建築設計事務所に就職。
1970年1月の台湾独立連盟（World United Formosans for Independence、略称：WUFI、のちに台湾独立建国連盟へ改称）の設立に参加。同年4月、蔣経国暗殺未遂事件を黄文雄、黄文雄の妹で鄭自才の妻である黄晴美らと計画、実行した。
もとの名前は鄭自財であり、2004年に正式に鄭自才へ改名したとされる。